# Городецький Олексій Опанасович
Олексій Опанасович Городецький (30 березня 1897, Новокостичі — 9 січня 1967, Київ) — український радянський біофізик, рентгенолог і радіолог, доктор біологічних наук, професор, член-кореспондент АН УРСР (з 23 січня 1957 року).

## Біографія
Народився 30 березня 1897 року в селі Новокостичах (тепер Самарської області Росії). У 1924 році закінчив медичний факультет Саратовського університету. З 1944 року в Києві. З 1946 року працював в Інституті клінічної фізіології АН УРСР, з 1953 року завідував лабораторією біофізики і Інституті фізіології ім. О. О. Богомольця АН УРСР, з 1963 року — завідувач сектору біофізики й радіобіології.
У 1957–1960 роках очолював кафедру радіології Київського інституту удосконалення лікарів.

Могила Олексія Городецького

Помер 9 січня 1967 року. Похований в Києві на Байковому кладовищі (ділянка № 4).

## Наукова діяльність
Праці присвячені рентгенологічному дослідженню функціональної здатності серця, вивченню біологічної дії ядерних випромінювань, методам лікування раку та захворювань крові тощо.